# Balch ibn Bishr al-Qushairi
Balŷ ibn Bišr al-Qušayri o, simplemente Balŷ (en árabe بلج بن بشر القشيري) (m. Córdoba, 742), valí de Ifriqiya (741) y después el decimoctavo valí de al-Ándalus (741-742).
Era sobrino de Kulthum ibn Iyad al-Qushayri, general del ejército sirio enviado a sofocar la rebelión bereber del Magreb. A la muerte de su tío tomó el mando de las tropas sirias refugiadas en Tánger, tras haber sido derrotadas por los bereberes norteafricanos. Cuando la insurrección bereber se extendió a al-Ándalus, los contingentes sirios, tras pactar con Abd al-Málik ibn Qatan al-Fihri, que entonces era valí de al-Ándalus, pasaron en el 741 a la península ibérica donde derrotaron a los sublevados. No obstante, por desavenencias con el valí, Balch ibn Bishr acabó dirigiéndose a Córdoba con sus tropas que, tras derrocar al valí Abd al-Málik ibn Qatan, nombraron nuevo valí al mismo Balch ibn Bishr.
Su política partidista y cruel qaysí lo enfrentó a los árabes kalbíes (baladís) —es decir, aquellos árabes instalados en al-Ándalus con Musa ibn Nusair y los primeros valís—, a los cuales venció en la batalla de Aqua Portora (al norte de Córdoba). El Ajbar machmúa nos suministra una lista muy detallada de los grupos tribales qaysíes pertenecientes a los yunds de Damasco y de Qinnasrin, que fueron acantonados en la cora de Elvira y de Jaén.
Aun siendo el resultado del enfrentamiento favorable a los sirios, Balch ibn Bishr murió ese mismo año debido a las heridas sufridas, por lo cual sus tropas nombraron nuevo valí a otro general, Thalaba ibn Salama al-Amili. Thalaba ibn Salama era un 'yemenita', como la mayoría de los árabes andalusíes, y no de la tribu 'qaysí' de los sirios. 